# Tim Kips
Tim Kips (* 1. November 2000 in Beckerich) ist ein luxemburgischer Fußballtorhüter. Er steht seit Juli 2025 beim 1. FC Phönix Lübeck unter Vertrag und war Nachwuchsnationalspieler.

## Karriere

### Verein
Kips begann mit dem Vereinsfußball beim FC Sporting Beckerich und war dann bis zur U17 beim FC Etzella Ettelbrück aktiv. Am 19. März 2017 kam er am 18. Spieltag der Ehrenpromotion, der 2. Liga Luxemburgs, erstmals im Seniorenbereich zum Einsatz. Beim 3:3-Unentschieden zuhause gegen Union Mertert-Wasserbillig absolvierte er die kompletten 90 Minuten.
Nach weiteren Stationen in der Jugend bei Eintracht Trier und dem 1. FC Magdeburg wechselte Kips 2019 nach Belgien zu Royal Excelsior Virton. Anschließend verliehen diese ihn sofort für die Saison 2019/20 an den F91 Düdelingen. Mit dem Verein qualifizierte sich Kips für die Gruppenphase der UEFA Europa League 2019/20. Zur Saison 2020/21 wurde er fest verpflichtet und absolvierte als Stammtorhüter 23 Ligaspiele.
Zur Saison 2021/22 wechselte Kips in die 2. Bundesliga zum FC Erzgebirge Aue. Dort war er hinter Martin Männel und Philipp Klewin der dritte Torhüter. Im Sommer 2022, der FC Erzgebirge Aue war in die 3. Liga abgestiegen, wechselte er auf Leihbasis zum FC Rot-Weiß Koblenz in die viertklassige Regionalliga Südwest. Zunächst Stammkraft unter Trainer Oliver Reck, wechselte sich Kips auch nach einem Trainerwechsel zu Adrian Alipour bei der im Abstiegskampf steckenden Mannschaft im Verlauf der Spielzeit 2022/23 mit Carl Leonhard auf der Torwartposition ab. Im letzten Saisondrittel hatte der Konkurrent – trotz zwischenzeitlicher Sperre nach einer roten Karte – die Nase vorn. Am Saisonende stieg der Klub als Vorletzter ab und mit Ablauf der Leihfrist kehrte Kips nach Sachsen zurück. Dort gehörte er neben dem von Werder Bremen verpflichteten Louis Lord und dem aus der Jugend beförderten Max Uhlig zum Torwartteam hinter Stammkraft Männel. Zur Saison 2025/26 wechselte er zum 1. FC Phönix Lübeck.

### Nationalmannschaft
Zwischen 2015 und 2017 absolvierte Kips Partien für die U17 und die U19 Luxemburgs. Für die Qualifikationsspiele zur Fußball-Europameisterschaft 2020 im September 2019 wurde er erstmals in den Kader der A-Nationalmannschaft berufen, jedoch nicht eingesetzt. Am 11. Oktober 2019 bestritt Kips sein erstes Spiel für die U21 in der EM-Qualifikation beim Auswärtsspiel gegen Armenien (0:2).

## Sonstiges
Sein Vater Marc (* 1970) ist seit Juli 2014 Nachwuchskoordinator beim FC 72 Erpeldingen. Sein älterer Bruder Mirco (* 1999) ist ebenfalls Fußballspieler und lief unter anderem für den CS Grevenmacher in der BGL Ligue auf.